# جاووی
جاووی (به ایتالیایی: Gavoi) یک کومونه در ایتالیا است که در استان نیورو واقع شده‌است.

## خصوصیات
جاووی ۳۸٫۱۸ کیلومترمربع مساحت و ۳٬۰۱۱ نفر جمعیت دارد و ۷۷۷ متر بالاتر از سطح دریا واقع شده‌است.